# Ea Tu
Ea Tu là một xã thuộc thành phố Buôn Ma Thuột, tỉnh Đắk Lắk, Việt Nam.
Xã Ea Tu có diện tích 28,91 km², dân số năm 1999 là 13.242 người, mật độ dân số đạt 458 người/km².